# کینگ باگوت
کینگ باگوت (انگلیسی: William King Baggot؛ ۷ نوامبر ۱۸۷۹ – ۱۱ ژوئیهٔ ۱۹۴۸) یک هنرپیشه، فیلم‌نامه‌نویس، و کارگردان اهل ایالات متحده آمریکا بود.

## گزیده فیلمشناسی
از فیلم‌ها یا برنامه‌های تلویزیونی که وی در آن نقش داشته‌است می‌توان به آثار زیر اشاره کرد.
- داغ ننگ (۱۹۱۱)
- دروغ (۱۹۱۲) بعلاوه کارگردانی
- دکتر جکیل و آقای هاید (۱۹۱۳)
- آیوانهو (۱۹۱۳) بعلاوه کارگردانی
- ابسنث (۱۹۱۴)
- هالیوود که دیگر بدرد نمی‌خورد (۱۹۳۲)
- میسیسیپی (۱۹۳۵)
- سان فرانسیسکو (۱۹۳۶)
- داستان فیلادلفیا (۱۹۴۰)
- پستچی همیشه دو بار زنگ می‌زند (۱۹۴۶)